# Augustin Kubát
Augustýn Kubát (25. listopadu 1892 Benecko – 16. května 1970 Vrchlabí) byl český politický vězeň komunistického režimu a jeden z největších hoteliérů na Benecku.

## Život

### Mládí
Narodil se v rodině Augustýna Kubáta staršího a Anny Kubátové, rozené Brádlerové, jako druhorozený z celkem šesti dětí. V letech 1906 až 1909 studoval na Rašínově gymnáziu v Hradci Králové. V roce 1923 se oženil s Annou Havlíčkovou, v roce 1925 se jim narodila dcera Vlasta (provdaná Machová).
Byl úspěšným hoteliérem ve třetí generaci, jeho pradědovi Josefu Kubátovi byla úřední koncese k prodeji teplých jídel a nápojů udělena již v roce 1852. Augustýn v rodinné tradici pokračoval a velkorysými modernizacemi učinil ze své provozovny (hotel Kubát na Benecku) druhý největší moderní hotel v Krkonoších. 

### Politický proces s„velezrádci a špiony zPodkrkonoší“
Jako úspěšný podnikatel a přesvědčený demokrat se nesmířil s únorovým pučem KSČ a ještě v roce 1948 navázal spojení s představiteli československého protikomunistického odboje. Aktivně se stýkal se členy ilegální skupiny, označované jako "Lampa Václav a spol." Josefem Plecháčem, majitelem tkalcovny v Horkách u Staré Paky a Bohuslavem Šírem a též s dalšími členy odbojových skupin, napojených na agenta-chodce Josefa Zemana. Jako hoteliér poskytoval prostor pro organizování schůzek odpůrců režimu.
Dne 4. března 1952 byl ve tři hodiny ráno zatčen a převezen do vazební věznice StB v Liberci. Zde byl pod několikaměsíčním fyzickým nátlakem donucen k přiznání. K veřejnému jednání Státního soudu, které s cílem rozšíření publicity proběhlo jako výjezdní ve velkém sále jilemnického podniku Technolen se musel, stejně jako deset dalších obžalovaných naučit svou výpověď slovo od slova. Procesu, který byl v tisku označován jako Proces s velezrádci a špiony z Jilemnicka byla věnována rozsáhlá publicita v tisku, včetně zvláštního vydání týdeníku ONV Jilemnice Nová horská ves. Prokuraturou byl proces označován jako řízení proti ilegální skupině Pavla Kašťáka. Augustýnu Kubátovi bylo obžalobou (vedenou JUDr. Pavlem Barbašem) kladeno za vinu, že:
| „ | Obžalovaný August Kubát v červnu 1949 se od Josefa Plecháče dověděl o jeho illegálním spojení s Josefem Zemanem. V květnu roku 1950 se od Josefa Plecháče dověděl, že Josef Zeman přišel do republiky jako agent a že s ním Josef Plecháč má usmluvenu schůzku. V září 1951 převzal obviněný od Josefa Plecháče jednu pistoli a od jistého Š. dvě pistole a tyto dal ukrýt obviněnému Bohumilu Rychtrovi. V prosinci roku 1951 obviněný sjednal pro Josefa Plecháče illegální schůzku s účastníkem Zemanovy illegální skupina Matouškem. Obviněný svoji trestnou činnost doznal (č.l. 192 až 199) a k motivu své trestné činnosti uvedl toto: „Můj poměr k lidově demokratickému zřízení byl nepřátelský, poněvadž jsem se cítil být poškozen únorem 1948, kdy byl znárodněn můj hotel a z těchto důvodů jsem také zaujal svůj nepřátelský postoj ke stávajícímu zřízení. Poškozen jsem se cítil z toho důvodu, že ve svém hotelu jsem zaměstnával provozní síly, které mně umožňovaly větší zisk a dále také že můj hotel mně vynášel celkem značné peníze. V roce 1947 jsem dosáhl obratu jeden milion dvě stě tisíc Kčs a pro rok 1948 jsem počítal s částkou 2 mil. Kčs.“ | “ |

Rozsudkem Státního soudu 3 Ts I 70/52 ze dne 16. října 1952 byl shledán vinným spácháním trestného činu vyzvědačství podle § 89 odst. 2 písm. a/, odst. 1, tr.z., trestného činu velezrady podle § 78 odst. 2 písm a/ odst. 1 písm. c, tr.z. a odsouzen (dle stejného paragrafu) k trestu odnětí svobody na 18 let, podle § 86 odst. 4 a přihlížením k § 47 tr.z. k propadnutí celého jeho jmění, podle § 42 tr.z. k desetileté ztrátě čestných práv občanských a podle § 59 odst. 1 tr.z. k propadnutí věcí, které byly u něj nalezeny a zabaveny. Téhož dne nastoupil do věznice Valdice k výkonu trestu.

### Seniorský věk
Vězení podlomilo jeho zdraví. Na svobodu byl propuštěn v rámci Novotného presidentské amnestie v roce 1960. Po propuštění žil u své dcery ve Vrchlabí. Rehabilitován byl až posmrtně v roce 1990.